# Zone de défense de Moscou
La Zone de défense de Moscou était un front  de l’Armée rouge durant la Seconde Guerre mondiale, destiné à protéger Moscou de l'avance allemande. Il fut mis en place le 2 décembre 1941 pour commander les troupes des 24e et 60e armées et une partie des forces de défense anti-aériennes.